# Varvara Zelenska
Varvara Vladimirovna Zelenska (rusko Варвара Владимировна Зеленская), ruska alpska smučarka, * 5. oktober 1972, Petropavlovsk-Kamčatski.
Nastopila je na štirih olimpijskih igrah, najboljšo uvrstitev je dosegla leta 1994 z osmim mestom v smuku. Na svetovnih prvenstvih je svojo najboljšo uvrstitev dosegla leta 1997, ko je bila v isti disciplini šesta. V svetovnem pokalu je tekmovala štirinajst sezon med letoma 1989 in 2002 ter dosegla štiri zmage in še devet uvrstitev na stopničke. V skupnem seštevku svetovnega pokala se je najvišje uvrstila na deveto mesto leta 1997, ko je tudi osvojila tretje mesto v smukaškem seštevku.